# Cour Debille
La cour Debille est une voie du 11e arrondissement de Paris, en France.

## Situation et accès
La cour Debille est une voie publique située dans le 11e arrondissement de Paris. Elle débute au 162, avenue Ledru-Rollin et se termine en impasse.

## Origine du nom

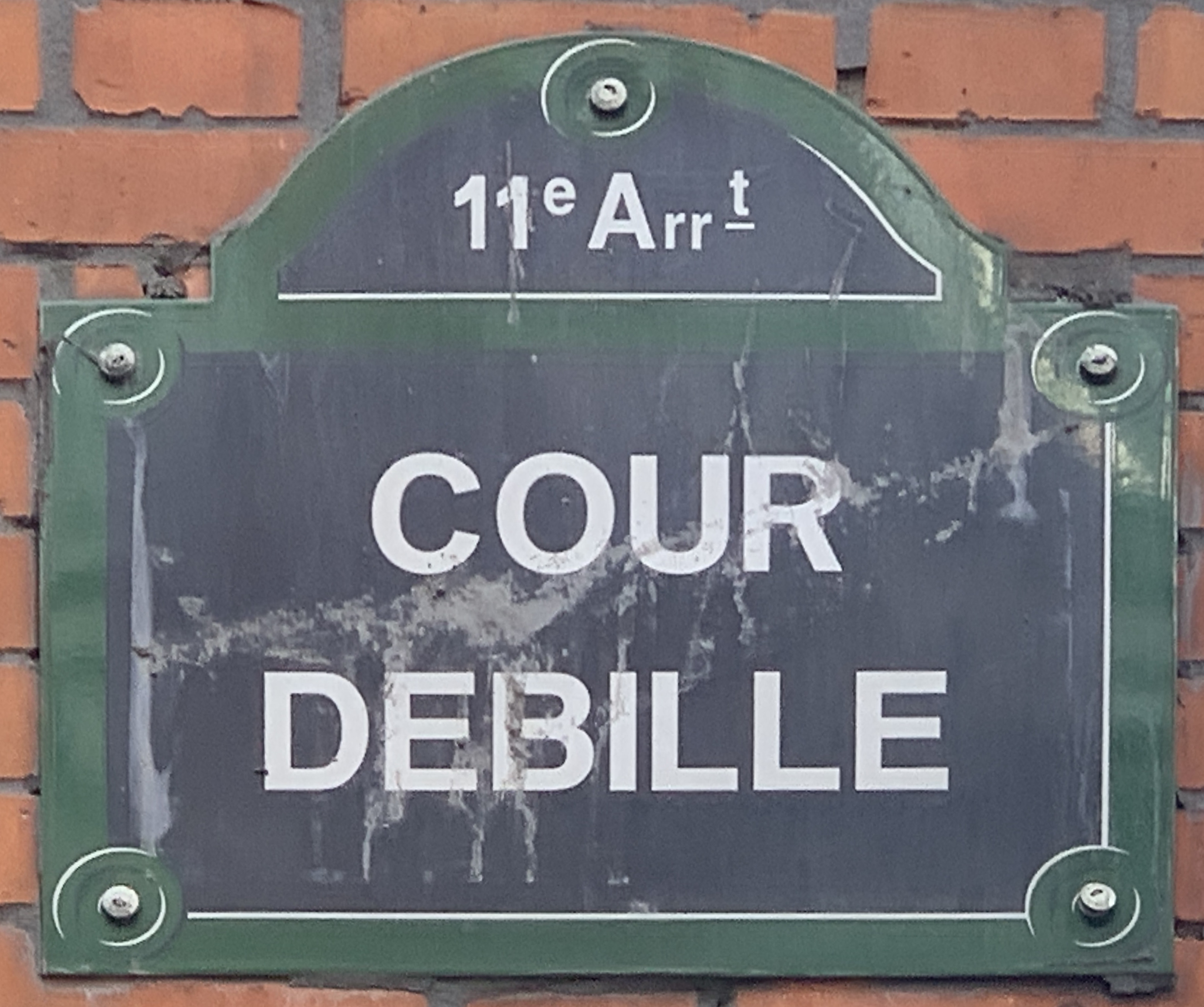
Plaque de la voie.

Cette voie est nommée d'après le nom du propriétaire des terrains, M. Debille.

## Historique
Cette voie en impasse est créée vers 1855 et commençait à cette époque au no 120, rue de la Roquette. En 1934, lors de l'ouverture de l'avenue Ledru-Rollin, une partie a été supprimée.
En 1933, le Conseil municipal de la Ville de Paris délibère : « Les voies privées suivantes : passages Courtois, Alexandrine, cour Debille, passages Rauch et des Taillandiers, seront classées comme voies publiques dans le plus bref délai possible. »